# Вилафрати
Вилафра̀ти (на италиански и на сицилиански Villafrati) е малко градче и община в Южна Италия, провинция Палермо, автономен регион и остров Сицилия. Разположено е на 455 m надморска височина. Населението на общината е 3377 души (към 2010 г.).